# 洪坰杓
洪坰杓 （韓語：홍경표，1962年8月11日—）是一位韓國電影攝影師。名字常被譯作洪慶彪。韓國大鐘獎及青龍獎最佳攝影得主。2018年憑李滄東執導的《燒失樂園》入圍第13屆亞洲電影大獎最佳攝影。他的攝影作品曾四度入圍康城影展，其中《寄生上流》更獲康城金棕櫚獎及奧斯卡最佳影片等多項大獎。

## 獎項
- 2004年：第25届电影青龙奖—最佳摄影奖《太极旗飘扬》
- 2016年：第53届大钟奖—最佳摄影《哭聲》
- 2025年：第61屆百想藝術大獎—大賞《哈爾濱》

## 電影作品
- 1991年：《駱駝不會獨自流淚》
- 1998年：《夏雨燈》
- 1999年：《幽靈號潛艇》
- 2000年：《觸不到的戀人》
- 2000年：《茅躉王》
- 2000年：《純愛譜》
- 2001年：《殺手公司》
- 2001年：《三更》
- 2001年：《拯救綠色星球》
- 2004年：《太極旗飄揚》
- 2005年：《台風》
- 2007年：《愛未知》
- 2008年：《以牙還牙》
- 2009年：《非常母親》
- 2010年：《危機海灣》
- 2010年：《超能力者》
- 2011年：《只有你》
- 2013年：《末日列車》
- 2014年：《海霧》
- 2016年：《哭聲》
- 2018年：《燃燒烈愛》
- 2019年：《寄生上流》
- 2020年：《魔鬼對決》
- 2022年：《嬰兒轉運站》
- 2022年：《流浪之月》
- 2024年：《哈尔滨》
- 待定：《Hope》

## 外部連結
- 洪坰杓在互联网电影资料库（IMDb）上的資料（英文）